# عبد الغني أحمد
عبد الغني أحمد (بالملايوية: Abd Ghani bin Ahmad)‏ هو سياسي ماليزي، ولد في 3 يونيو 1970 في قدح في ماليزيا. نشط حزبياً في الحزب الإسلامي الماليزي.